# Seznam dílů seriálu Soukromé očko
Toto je seznam dílů seriálu Soukromé očko. Kanadský komediální televizní seriál Soukromé očko vytvořili Tim Kilby a Shelley Eriksen.

## Přehled řad
| Řada | Díly | Premiéra v USA    | Premiéra v USA    | Premiéra v ČR   | Premiéra v ČR   |
| Řada | Díly | První díl         | Poslední díl      | První díl       | Poslední díl    |
| ---- | ---- | ----------------- | ----------------- | --------------- | --------------- |
| 1    | 10   | 26. května 2016   | 28. července 2016 | 3. února 2017   | 7. dubna 2017   |
| 2    | 18   | 25. května 2017   | 29. července 2017 | 27. ledna 2019  | 30. března 2019 |
| 3    | 12   | 29. května 2019   | 7. srpna 2019     | 17. února 2022  | 4. března 2022  |
| 4    | 12   | 2. listopadu 2020 | 4. února 2021     | 7. března 2022  | 22. března 2022 |
| 5    | 8    | 7. července 2021  | 26. srpna 2021    | 23. března 2022 | 1. dubna 2022   |

## Seznam dílů

### První řada (2016)
| Č. v seriálu | Č. v řadě | Původní název          | Český název     | Režie            | Scénář                           | Premiéra v USA    | Premiéra v ČR (Televize Seznam) | Premiéra v ČR (Prima Kimi) |
| ------------ | --------- | ---------------------- | --------------- | ---------------- | -------------------------------- | ----------------- | ------------------------------- | -------------------------- |
| 1            | 1         | The Code               | Kodex           | Kelly Makin      | Tim Kilby a Shelley Eriksen      | 26. května 2016   | 10. ledna 2022                  | 3. února 2017              |
| 2            | 2         | Mise En Place          | Mrtvý šéfkuchař | Kelly Makin      | Alan McCullough                  | 2. června 2016    | 11. ledna 2022                  | 10. února 2017             |
| 3            | 3         | The Money Shot         | Zlatý hřeb      | Anne Wheeler     | Tara Armstrong                   | 9. června 2016    | 12. ledna 2022                  | 17. února 2017             |
| 4            | 4         | The Devil's Playground | V plamenech     | Shawn Piller     | Derek Schreyer                   | 16. června 2016   | 13. ledna 2022                  | 24. února 2017             |
| 5            | 5         | The Six                | Svědek          | Charles Officer  | Tassie Cameron a Marsha Greene   | 23. června 2016   | 14. ledna 2022                  | 3. března 2017             |
| 6            | 6         | Partners in Crime      | Seznamka        | Robert Lieberman | Tim Kilby                        | 30. června 2016   | 17. ledna 2022                  | 10. března 2017            |
| 7            | 7         | Karaoke Confidential   | Tajné karaoke   | Jerry Ciccoritti | Shelley Eriksen a Derek Schreyer | 7. července 2016  | 18. ledna 2022                  | 17. března 2017            |
| 8            | 8         | I Do, I Do             | Dvojí život     | Robert Lieberman | Marcus Robinson                  | 14. července 2016 | 19. ledna 2022                  | 24. března 2017            |
| 9            | 9         | Disappearing Act       | Iluze           | Kelly Makin      | Alan McCullough a Marsha Greene  | 21. července 2016 | 20. ledna 2022                  | 31. března 2017            |
| 10           | 10        | Family Jewels          | Rodinné klenoty | James Genn       | Shelley Eriksen                  | 28. července 2016 | 21. ledna 2022                  | 7. dubna 2017              |

### Druhá řada (2017–2018)
| Č. v seriálu | Č. v řadě | Původní název                  | Český název                | Režie            | Scénář                         | Premiéra v USA    | Premiéra v ČR (Televize Seznam) | Premiéra v ČR (Prima Kimi) |
| ------------ | --------- | ------------------------------ | -------------------------- | ---------------- | ------------------------------ | ----------------- | ------------------------------- | -------------------------- |
| 11           | 1         | The Extra Mile                 | Závody                     | Jason Priestly   | Alan McCullough                | 25. května 2017   | 24. ledna 2022                  | 27. ledna 2019             |
| 12           | 2         | Boardwalk Empire               | Promenáda na předměstí     | Robert Lieberman | Marcus Robinson                | 1. června 2017    | 25. ledna 2022                  | 2. února 2019              |
| 13           | 3         | The Frame Job                  | Falešné obvinění           | Gail Harvey      | Thomas Pound                   | 8. června 2017    | 26. ledna 2022                  | 3. února 2019              |
| 14           | 4         | Crimes of Fashion              | Módní zločin               | Gail Harvey      | Kim Morrison                   | 15. června 2017   | 27. ledna 2022                  | 9. února 2019              |
| 15           | 5         | Now You See Her                | Teď ji vidíš               | Kelly Makin      | Kim Morrison                   | 22. června 2017   | 28. ledna 2022                  | 10. února 2019             |
| 16           | 6         | The P.I. Code                  | Kodex soukromého detektiva | Sudz Sutherland  | Kim Morrison                   | 29. června 2017   | 31. ledna 2022                  | 16. února 2019             |
| 17           | 7         | Between a Doc and a Hard Place | Mezi mlýnskými kameny      | Kelly Makin      | Kim Morrison                   | 6. července 2017  | 1. února 2022                   | 17. února 2019             |
| 18           | 8         | Six Feet Blunder               | Na věčnost                 | Jill Carter      | Kim Morrison a Katrina Saville | 13. července 2017 | 2. února 2022                   | 23. února 2019             |
| 19           | 9         | The Good Soldier               | Dobrý voják                | Lee Rose         | Kim Morrison                   | 20. července 2017 | 3. února 2022                   | 24. února 2019             |
| 20           | 10        | Kissing the Canvas             | Knockout                   | James Genn       | James Thorpe                   | 27. května 2018   | 4. února 2022                   | 2. března 2019             |
| 21           | 11        | Long Live the King             | Ať žije král               | Charles Officer  | Kim Morrison                   | 3. června 2018    | 7. února 2022                   | 3. března 2019             |
| 22           | 12        | Getaway With Murder            | Dokonalá vražda            | James Genn       | Marcus Robinson                | 10. června 2018   | 8. února 2022                   | 9. března 2019             |
| 23           | 13        | A Fare to Remember             | Jízda za vzpomínkami       | Anne Wheeler     | Tim Kilby                      | 17. června 2018   | 9. února 2022                   | 10. března 2019            |
| 24           | 14        | Finding Leroy                  | Hledá se Leroy             | Eleanore Lindo   | Katrina Saville                | 24. června 2018   | 10. února 2022                  | 16. března 2019            |
| 25           | 15        | The Hills Have Eyes            | Hory mají oči              | Anne Wheeler     | Derek Schreyer                 | 8. července 2018  | 11. února 2022                  | 17. března 2019            |
| 26           | 16        | Look Who's Stalking            | Koukni se, kdo šmíruje     | Sudz Sutherland  | Jackie May                     | 15. července 2018 | 14. února 2022                  | 23. března 2019            |
| 27           | 17        | Brew The Right Thing           | Správná věc                | James Genn       | James Thorpe a Kim Morrison    | 22. července 2018 | 15. února 2022                  | 24. března 2019            |
| 28           | 18        | Shadow of a Doubt              | Stín pochybnosti           | Shawn Piller     | Alan McCullough                | 29. července 2018 | 16. února 2022                  | 30. března 2019            |

### Třetí řada (2019)
| Č. v seriálu | Č. v řadě | Původní název                                 | Český název              | Režie           | Scénář                                    | Premiéra v USA    | Premiéra v ČR (Televize Seznam) |
| ------------ | --------- | --------------------------------------------- | ------------------------ | --------------- | ----------------------------------------- | ----------------- | ------------------------------- |
| 29           | 1         | Catch Me If You Can                           | Chyť mě, když to dokážeš | Shawn Piller    | Alan McCullough                           | 29. května 2019   | 17. února 2022                  |
| 30           | 2         | Full Court Press                              | Obrana                   | Shawn Piller    | Katrina Saville                           | 5. června 2019    | 18. února 2022                  |
| 31           | 3         | Cut and Run                                   | Vzít nohy na ramena      | James Genn      | Alexandra Zarowny                         | 12. června 2019   | 21. února 2022                  |
| 32           | 4         | The Life of Riley                             | Rallye                   | James Genn      | Derek Schreyer                            | 19. června 2019   | 22. února 2022                  |
| 33           | 5         | The Grape Deception                           | Zrnko vína               | Eleanore Lindo  | Marcus Robinson                           | 25. června 2019   | 23. února 2022                  |
| 34           | 6         | Hog Day Afternoon So You Think You Can Kill!  | Rukojmí                  | Jason Priestley | James Thorpe                              | 26. června 2019   | 24. února 2022                  |
| 35           | 7         | Dance, Dance Retribution She Slices, He Dices | Taneční odplata          | Eleanore Lindo  | Tim Kilby                                 | 3. července 2019  | 25. února 2022                  |
| 36           | 8         | The Conroy Curse                              | Conroyova kletba         | Anne Wheeler    | námět: Aaron Bala scénář: Katrina Saville | 10. července 2019 | 28. února 2022                  |
| 37           | 9         | It Happened One Fight                         | Boj                      | Anne Wheeler    | Shannon Masters                           | 17. července 2019 | 1. března 2022                  |
| 38           | 10        | Tex Therapy                                   | Terapie                  | Sudz Sutherland | Alexandra Zarowny                         | 24. července 2019 | 2. března 2022                  |
| 39           | 11        | Aye, Aye, Tonya                               | Nevěra                   | Sudz Sutherland | Tim Kilby a Derek Schreyer                | 31. července 2019 | 3. března 2022                  |
| 40           | 12        | Glazed and Confused                           | Klam                     | Gail Harvey     | James Thorpe                              | 7. srpna 2019     | 4. března 2022                  |

### Čtvrtá řada (2020–2021)
| Č. v seriálu | Č. v řadě | Původní název               | Český název         | Režie           | Scénář                                      | Premiéra v USA     | Premiéra v ČR (Televize Seznam) |
| ------------ | --------- | --------------------------- | ------------------- | --------------- | ------------------------------------------- | ------------------ | ------------------------------- |
| 41           | 1         | Family Plot                 | Rodinný pozemek     | Shawn Piller    | James Thorpe                                | 2. listopadu 2020  | 7. března 2022                  |
| 42           | 2         | Gumbo for Hire              | K pronájmu          | Samir Rehem     | Alexandra Zarowny                           | 9. listopadu 2020  | 8. března 2022                  |
| 43           | 3         | The P.I. Vanishes           | Zmizení             | Cindy Sampson   | Katrina Saville                             | 16. listopadu 2020 | 9. března 2022                  |
| 44           | 4         | The Proof is Out            | Důkaz               | Samir Rehem     | Michelle Ricci                              | 23. listopadu 2020 | 10. března 2022                 |
| 45           | 5         | All's Fair in Love and Amor | Láska               | Shawn Piller    | Marcus Robinson                             | 30. listopadu 2020 | 11. března 2022                 |
| 46           | 6         | Tappa Kegga Daily           | Životní rozhodnutí  | Shawn Piller    | Melody Fox                                  | 7. prosince 2020   | 14. března 2022                 |
| 47           | 7         | Under Par-essure            | Golfový turnaj      | Jason Priestley | Aaron Bala a Sydney Rae Calvert             | 14. prosince 2020  | 15. března 2022                 |
| 48           | 8         | Blueprint for Murder        | Plán vraždy         | Katrina Saville | Melody Fox a Michelle Ricci                 | 7. ledna 2021      | 16. března 2022                 |
| 49           | 9         | A Star Is Torn              | Okradená hvězda     | James Genn      | námět: Keith Hodder scénář: Marcus Robinson | 14. ledna 2021     | 17. března 2022                 |
| 50           | 10        | Smoke Gets In Your Eyes     | Kouř v očích        | James Genn      | Caitlin D. Fryers                           | 21. ledna 2021     | 18. března 2022                 |
| 51           | 11        | The Perfect Storm           | Dokonalá bouře      | Winnifred Jong  | James Thorpe                                | 28. ledna 2021     | 21. března 2022                 |
| 52           | 12        | Drop Dead Carny             | Mrtvola v lunaparku | Jason Priestley | Alexandra Zarowny                           | 4. února 2021      | 22. března 2022                 |

### Pátá řada (2021)
| Č. v seriálu | Č. v řadě | Původní název           | Český název           | Režie           | Scénář                                | Premiéra v USA    | Premiéra v ČR (Televize Seznam) |
| ------------ | --------- | ----------------------- | --------------------- | --------------- | ------------------------------------- | ----------------- | ------------------------------- |
| 53           | 1         | In the Arms of Morpheus | V náručí Morfia       | Jason Priestley | Alexandra Zarowny                     | 7. července 2021  | 23. března 2022                 |
| 54           | 2         | School's Out for Murder | Vražda ve škole       | Shawn Piller    | James Thorpe                          | 15. července 2021 | 24. března 2022                 |
| 55           | 3         | Dead Air                | Bez signálu           | Katrina Saville | Veronika Paz a Katrina Saville        | 22. července 2021 | 25. března 2022                 |
| 56           | 4         | Gone in 60 Minutes      | Rychle a nepozorovaně | Shawn Piller    | Michelle Ricci                        | 29. července 2021 | 28. března 2022                 |
| 57           | 5         | Murder They Wrote       | To je vražda, napsali | Shawn Piller    | Sydney Rae Calvert                    | 5. srpna 2021     | 29. března 2022                 |
| 58           | 6         | Angie Get Your Gun      | Pistolnice Angie      | Katrina Saville | Marcus Robinson                       | 12. srpna 2021    | 30. března 2022                 |
| 59           | 7         | Smart Home Alone        | Vražedný dům          | Jason Priestley | Caitlin D. Fryers a Alexandra Zarowny | 19. srpna 2021    | 31. března 2022                 |
| 60           | 8         | Queen's Gambit          | Dámský gambit         | Shawn Piller    | Marcus Robinson a James Thorpe        | 26. srpna 2021    | 1. dubna 2022                   |